# Ибарска регата
 Весели спуст (Ибарска регата) је манифестација спортско - рекреативног, културно - забавног, туристичког, а пре свега традиционалног карактера која се одржава сваке године у Краљеву. То је најстарији и највеселији спуст на водама Србије, а као што сам назив каже, учесници се спуштају кајацима или чамцима низ реку Ибар, полазећи од средњовековног града Маглич, 25км удаљеног од Краљева.

## Историјат
Весели спуст је најстарија манифестација на води. Активно се одржава од 1980.године, никада истог датума, али увек последње недеље јуна, или прве недеље јула. Води се рачуна да тог дана буде сунчано и лепо време, а разлога је много за то. Прво, да би се максимално избегле све потенцијалне незгоде на води, које би биле последица лошег времена; друго, да би се чесници тога дана забавили и да тај спуст заиста буде „Весели“. Прве године одржавања учествовало је 150 људи са 20 пловила, данас је тај број много већи. Процењује се на преко 10 000 учесника, што домаћих и страних, са својим пловилима, или изнајмљеним баш за потребе манифестације.

## Програм манифестације
Неколико дана пре почетка манифестације, учесници се окупљају код средњовековног града Маглича, где се организују дружења и разноврсне журке. У исто време се у Краљеву организују концерти и спортско – рекреативни сусрети. За оне који нису обезбедили пловила и превоз за себе, дана када Весели спуст почиње, организује се превоз аутобусима и камионима на којима се врши утовар пловила, до стартне позиције Маглича. Почетак манифестације започиње у раним јутарњим сатима и траје до касних вечерњих. На знак капетана учесници са својим пловилима крећу низ Ибар. Традиционално је задржавање у Матарушкој бањи, где је за све учеснике припремљен ручак (пасуљ) у хотелу „Југославија“. Само најупорнији продужавају даље до Краљева, док неки остају у Матарушкој бањи. У поподневним сатима се стиже у Краљево, где су учесници обично дочекани од стране трубача. За ову манифестацију није битно под којим ћете редним бројем стићи; да ли ћете бити први, други, или последњи, битно је дружење и да се учесници добро забаве. У вечерњим сатима су предвиђене журке по целом граду, специфичне по карневалској атмосфери, а дан после и тзв. Игре на води где се такмиче екипе из разних градова Србије на отвореном базену. 

## Врсте пловила
За Весели спуст посебно су каракеристичне врсте пловила које се користе за ову манифестацију. Ту се убрајају различите врсте сплавова, чамаца и кајака; односно, све што може да плови, или плута по води. Сплавови су посебно прављени за овај догађај и веома креативно осмишљени. За не тако креативне, постоје и Интернет форуми на тему „Како направити сплав”. Најпопуларнији међу њима јесу „војни гумени чамци“. За овакву врсту пловила битан је број гума који треба да буде сразмеран броју људи предвиђених на једном сплаву. Гуме треба да буду добро повезане канапом, како би се учесници ове манифестације успешно „спустили“ до завршне тачке у Краљеву. Ту се могу наћи маштовити сплавови од дрвета, стиропора, флаша, војни десантни чамци.